# Sobaipuri
Els sobaipuri són un dels molts grups indígenes que ocupaven Sonora i Arizona en el moment del primer contacte amb els europeus al sud-oest dels Estats Units. Eren un grup Pima que va ocupar el sud d'Arizona i nord de Sonora (la Pimería Alta) en els segles XV-XIX. Eren un subgrup dels o'odham o pimes, els membres supervivents dels quals inclouen als Tohono O'odham i Akimel O'odham.
Encara es debat si els sobaipuri i altres grups O'odham estan relacionats amb els prehistòrics Hohokam que ocupaven una part de la mateixa àrea geogràfica i hi estigueren presents fins aproximadament el segle xv. Aquesta pregunta es fa de vegades com el continuum Hohokam-Pima o Salado-Pima, que es pregunta si hi ha una connexió entre el Hohokam prehistòrics i els primers grups històrics esmentats a la zona. Una peça clau del trencaclosques s'ha trobat recentment quan es va descobrir que hi havia presència O'odham/Sobaipuri en el període prehistòric tardà (Seymour 2007a). Dates cronomètriques de múltiples llocs al riu Santa Cruz i San Pedro han produït proves d'ocupació sobaipuri al segle xv (Seymour 2007, 2008; www.sobaipuri.com). La posició que ningú estava present després de 1400 i que es va produir una disminució substancial de la població en el període prehistòric no és defensable (Seymour 2007c,d).

## Arqueologia sobaipuri i història sobaipuri
El sobaipuri eren presents quan els primers europeus van visitar l'àrea a mitjans del segle xvi, per tant jugaren un paper important en el contacte europeu i més tard en la colonització europea d'Arizona. Probablement fra Marcos de Niça es va trobar amb aquest grup al llarg del riu San Pedro al sud-est d'Arizona el 1539, encara que quan Francisco Vázquez de Coronado el va seguir menys d'un any després la seva partida d'exploradors sembla haver donat volta abans d'arribar als assentaments Sobaipuri (Seymour 2009a).
Quan el pare Eusebio Kino va arribar per primer cop a l'àrea el 1691 va ser rebut pels líders d'aquest grup. Els caps de San Cayetano del Tumacacori i potser altres pobles havien arribat a Saric (Mèxic) des del nord per demanar a Kino visitar-los. Kino va viatjar al nord al llarg del riu Santa Cruz a San Cayetano del Tumacacori (més tard es va traslladar a la ubicació moderna del Parc Històric Nacional Tumacácori i va canviar el seu nom), on trobat tres estructures natives que havien estat construïdes especialment per a ell: una casa, una cuina, i una altra per dir missa (Bolton 1948). Aquesta visita a la primera de les missions espanyoles en el desert de Sonora al nord de la frontera internacional actual va fer d'aquest assentament indígena sobaipuri la primera missió al sud d'Arizona, o la primera missió jesuïta a Arizona, però, contràriament a la creença popular, no és la primera missió a Arizona. Aquest assentament natiu sobaipuri original de San Cayetano del Tumacacori ha estat localitzat arqueològicament a la cantonada oriental del riu (com es mostra en els mapes històrics de Kino), proporcionant l'evidència d'una vila densament poblada, ben planificada i ocupada des de feia temps (Seymour 2007a).
Kino es va aturar per Guevavi (coneguda més tard com a missió Los Santos Ángeles de Guevavi), que es trobava cap al sud al llarg del riu Santa Cruz. Aquí va establir més tard (1701) una església que va ordenar emblanquinada. La ubicació d'aquest assentament indígena i aquesta església oficial s'ha identificat (Seymour 1993, 1997, 2008b). Aquest assentament indígena més tard es va convertir en cap de missió per a aquesta regió.
Els sobaipuris van ser inicialment amistosos amb els seus veïns, inclosos apatxes, jocomes i janos (Seymour 2007b, 2008a). Comerciaven entre si i van ser citats a vegades atacant junts. Fins i tot es van casar entre ells, probablement creant el caràcter únic dels sobaipuri. Més tard es van posar del costat dels europeus que havien posat èmfasi en la seva relació amb les tribus no convertides, perquè sobaipuris després van anar a la guerra contra dels altres.

## Recerca arqueològica als sobaipuri
Els sobaipuri són un dels grups protohistòrics més estudiats (o prehistòrics tardans i primers històrics) al sud d'Arizona, encara que això no és dir molt perquè els protohistòrics (finals de la prehistòria i principis històrics) són menys estudiats que la majoria dels altres períodes, especialment en aquesta àrea. La llista de referències que acompanya mostra l'augment de la recerca en aquest grup pels arqueòlegs en els últims 30 anys.
Abans d'això la major part de la investigació es va dur a terme pels historiadors. El primer treball arqueològic va ser iniciat per Charles C. Di Peso (1953, 1956) de la Fundació Amerind que va establir un programa dissenyat per a entendre la transició de la prehistòria a la història. Encara que la major part de les seves conclusions sobre els llocs visitats pel Pare Eusebio Kino s'han desacreditat, Di Peso és reconegut com un veritable erudit i definí el primer jaciment arqueològic sobaipuri, fent contribucions fonamentals per al camp, alguns dels quals han estat reconegudes només recentment. Els altres llocs que va pensar que podria ser Sobaipuri han resultat ser llocs prehistòrics tardans representen pueblos i altres grups culturals o les restes d'un fort espanyol posterior a Santa Cru< de Terrenate.
L'arqueòloga Deni Seymour ha estudiat els sobaipuri durant més de 25 anys, tornant a revisar algunes de les qüestions plantejades per Di Peso. Als San Pedro, Santa Cruz i drenatges tributaris Seymour ha documentat més de 40 jaciments arqueològics ocupats pels sobaipuri (Seymour 1989, 1990, 1993a). Ha fet mapes de part dels seus extensos sistemes de reg i va observar com els seus llogarets basats en l'agricultura se situava al llarg dels marges dels rius com a grups que creixien i es dividien a través del temps (Seymour 1990, 1993, 1997, 2003). Les excavacions a diversos llocs Sobaipuri l'han portat a revisar les conclusions que han sorgit a partir de la utilització únicament del registre documental.
A principis dels anus 1980 l'arqueòleg Bruce Masse (1981) va excavar jaciments sobaipuri al baix (septentrional) riu San Pedro, revisant moltes de les perspectives originals de Di Peso i resumint l'estat del coneixement sobre aquest grup d'aquesta data.
Només s'ha trobat uns pocs llocs residencials lluny dels rius. L'arqueòleg Bruce Huckell (1994) va documentar tres jaciments arqueològics a l'ombra de les muntanyes de Santa Rita al nord de Sonoita, Arizona. Aquests llocs van ser utilitzats probablement estacionalment per a la caça i la recol·lecció, o possiblement com a llocs de refugi per escapar de la dominació espanyola, o, possiblement, apatxe.